# 六四事件中的雲南省
1989年春夏之交，中华人民共和国爆发全国性抗议运动，史称六四事件或八九民运，中国官方称1989年春夏之交的政治风波。期间雲南省各地也有抗议、游行、罢课、集会及其他政治表达行为。这些活动多由学生、工人主导，也包含市民等群体发起，乃至有體制內人士參與，与全国范围内的抗议相呼应。雲南最大規模的抗議示威發生在首府昆明，其他如昭通、大理、保山、曲靖、玉溪、普洱、西双版纳、德宏等各地亦有不同程度的響應。
据亲历者回忆，雲南因其地区特色，民運訴求具有相应，如民族政策訴求，雲南民族學院學生強調放寬民族政策，要求中共檢討過去四十年對少數民族政策的失誤；信仰自由，天主教、基督教、佛教、伊斯蘭教群体发声，部分回族群眾对沙甸事件希望平反；地方自治與改革，對中央集權政策的不滿普遍存在，要求更大地方自治權及與沿海地區同等的改革開放政策，以改善貧困與生態惡化問題。同时云南省当局也指控，云南境内的民运人士在事件期间及北京清场之后，通过滇缅边境等途径与台湾当局有联系，或者企图囤积武器弹药。驻云南的解放军部队中对学运的同情者曾企图策划兵变，并最终被平息。

## 4月
4月15日胡耀邦死後後，昆明市民與學生初時反應平淡。4月20日，雲南大學工學院、雲南民族學院等七所高校十萬名學生，藉悼胡展開示威以支持「北大」、「北師大」學生的「民主宣言」。4月23日，孟連自治縣當地學生展開罷課行動。
4月27日北京學生大遊行後，昆明的學生、工人、市民、知識分子及部分黨政軍幹部逐漸參與，東風廣場每日聚集數萬人示威請願。官方则指4月中下旬开始,昆明几所主要大学的校园里出现了“煽动性的小字报”。

## 5月
5月3日，昆明高校出现了呼吁学生五四上街游行的大字报和传单。晚上，昆明工学院等高校有七八百名學生宣布罷課遊行,沿途呼喊“打倒官倒”、“反对腐败”、“民主万岁”等口号，又有雲南師大、雲南大學、雲南教育學院近千名學生上街遊行。同日，勐海各級學校學生數千人在勐海縣一中舉行五四紀念大會及示威遊行。下午，2000名學生至勐海縣政府前靜坐示威。
5月4日晚，遊行人數擴大到上千人，包括云南大学、師大、民族学院、昆明工学院等学生，响应当天全国的五四游行，並到雲南省政府請願。5月4日，孟連縣第一中学和第二中学在第二中学舉行「五四」七十週年紀念大會，並在校園內示威遊行。5月6日，勐海機械廠、鐵木農具廠等單位上萬職工上街遊行，響應當地學生。5月10日，盈江縣內學生三百餘人至盈江縣委門前示威聲援北京學運。
5月14日，昆明高校生在金碧門前集結，散發傳單、高呼口號。5月15日，昆明高校師生十餘萬人在工人文化宫廣場集結展開遊行。5月17日上午,昭通师专有青年教师在校内张贴倡议书，要求师生签名给天安门广场绝食学生发电报声援。部分人上街游行，昭通地委令学校领导、教师及公安干警随游行队伍维持秩序。同时学生也组织了纠察队维持游行秩序。当晚，昭通师专和教育学院300余名师生上街游行，高呼口号，声援北京绝食学生。他们集队举着横标和小标语旗，喊着口号，经南顺城街、西街、爱民路、公园路、半边街、建设北街游行后返回学校。
5月17日下午一时许，昆明工学院、云南大学、云南师范大学、云南民族学院、云南中医学院、云南财贸学院、云南工学院、昆明医学院等八所院校约一万名学生，举着“声援北京爱国行动”、“坚决支持绝食斗争”、“争民主、争自由”、“打倒垂帘听政”、“首脑更迭法律化”等横幅标语，呼喊“打倒官倒、铲除腐败”、“民主必兴、专制必败”等口号，游行并到东风广场聚集，于下午四时十五分到达五华山，到雲南省政府请愿。因学生越聚越多，有的甚至爬上围墙和房顶，为避免发生伤亡，省长和志强决定让学生进入省政府大院，同游行学生代表对话,和志强指学生行动是错误的。经多方做工作，大部分学生陆续离去。晚饭后，云南政法专科学校二百多名学生声援滞留在省政府院内的学生。同时，云南农学院、教育学院、冶金工校等院校约二千名学生到东风广场静坐，有的发表演说，声援北京学生绝食行动。也有雲南藝術學院三十名學生絕食。
5月18日，昆明地区所有大专院校十餘所，如雲南大學、昆明工學院等、部分中等专业学校，如昆明冶金工校等，以及中学学生、一些教师，近兩萬名民眾響應學生的號召，陆续於昆明東風廣場靜坐示威。示威者要求与市长对话。昆明副市长孙淦出面沟通。下午,有学生在东风广场绝食响应北京。傍晚，科技人員、記者、幹部、民主黨派份子、作家紛紛加入聲援學生。示威者中还有队伍打出“云南省委部分职工声援学生的爱国行动”的横幅。
在此期間，「昆明市市民民主愛國組委會」、「昆明市民聲援團」等组织先后成立，官方则指其为“一些社会游杂分子拼凑组成的非法组织”。官方认为“云南爱国学生民主运动组委会”“与北京的非法组织串通一气,在昆明地区制造了一场由学潮发展起来的动乱风波,并影响到少数地、州、市。4月中旬后的两个月中,发生了不同规模的非法游行示威、静坐、绝食。他们占据昆明东风广场,造谣煽动,攻击中国共产党的领导和社会主义制度,反对四项基本原则”。「雲南高校愛國學生民主運動組委會」負責人為吳海針、王存、湯世杰。「昆明市市民民主愛國組委會」（原名「昆明市市民自治會」）主席為李洪斌。
5月18日晚，昭通师专500余名师生再次集队举着横标、小标语旗,喊着口号从环城东路向南门方向游行,行至迎丰电影院门口时，与昭通教育学院的300余名师生游行队伍汇合后，一起经南顺城街，西街，爱民路、公园路、崇义街等街道游行后返回学校。5月18日,大理市下关师专、大理医学院学生上千人在下午上街游行。5月19-20日，潞西銀器廠百餘名職工集體罷工聲援。保山、曲靖等师范专科学校的学生也举行了游行声援活动。5月18-19日两天，曲靖地区大、 中专学校2000余人上街游行，300余人捐款声援北京绝食。
5月19日，各地继续有游行。上午，云南民族学院、云南艺术学院、云南大学等院校120人在东风广场绝食，还有一些院校正在发起签名绝食，同时有上万人游行。同日，云南省伊斯兰教协会在昆明举行了2000余人的示威游行，得到昆明市公安局批准，抗议上海文化书社出版 《性风俗》一书事件。穆斯林示威者认为该书“伤害了穆斯林的宗教、民族感情,违反了宪法”。
昭通部分师生要求地委对话。5月19日下午，昭通地委书记、副书记、行署专员和地委宣传部、行署教育局负责人到师专，在昭通师专会议室与昭通师专和昭通教育学院的60名师生代表对话。当晚，昭通财校200余名师生乘车到市区南大街后集队，经南顺城街、陡街、辕门口、云兴街、东门、环城北路、公园路、爱民路、西街、崇义街、北顺城街游行后至南大街乘车返回学校。
5月20日,北京宣布戒严。中共云南省委印发《告广大同学书》要求学生立即停止绝食、游行和静坐回校复课。5月21-22日，继续有高校的15000余名学生上街游行，打着“打倒独裁”、“打倒专制”、“李鹏滚下台”等横幅、标语，呼喊着口号，反对北京戒严。有学生认为绝食活动是“最高水平的学潮，声势会越来越大”，表示要坚持绝食。云南省爱国学生运动组委会亦宣布成立。
5月中下旬，玉溪地区也发生学生游行示威，5月22日中共玉溪地委书记段毓华等领导要求全市各大中型企业厂长(经理)“反对动乱,做好思想政治工作”。文山州平远镇回族亦汇集回民300余名,大小汽车30辆，准备到昆明参加抗议《性风俗》一书的示威，经文山州政协做劝解，在当地阿訇的协助下取消游行。直到5月底,仍不断有学生上街游行。
5月24日，昆明市和瀘西縣公安局破獲一起反共信件案，拘捕寫信人周楚。上午，昆明十余所高校和中专学校约4000名学生陆续到东风广场静坐。晚上九时，约三百人打着“昆明市民爱国声援团”的横幅上街游行。云南重机厂七八十名工人也打着“声援团”的横幅前往声援。汇集在广场的学生组委会則表示，他们“不到工厂串联、演讲，不鼓动罢工，不广播否定四项基本原则、违反宪法法律以及有人身攻击内容的稿件”，但要坚持罢课。
5月26日，昆明有200多名学生上街游行。公安局报告昆明连日来上街游行的学生逐渐减少，从25日起各高校开始复课，其中云南中医学院复课率达90%。5月27日，昆明地区9所高校2千多人上街游行。云南省爱国学生组委会有成员认为可以复课，但不能停止声援。云南工学院学生组委会亦宣布复课及自行解散。5月28日下午，云南学生组委会在东风广场宣布游行告一段落，从5月29日起昆明地区高校学生全面复课。广场上的近百名学生陆续散去。云南工学院学院发出通告，号召全体学生于5月29日全面复课，并要求各班班主任认真考勤，对不上课的学生一律按旷课处理，并要求清除院内张贴的大小字报，收缴游行时用过的旗帜和横幅。5月30日,昆明地区各高等院校学生80%以上回校复课。

## 6月
6月1日，鲁甸县文屏、桃源、茨院乡、镇的穆斯林回族干部和群众140余人在该县法院审判庭集会，反对《性风俗》一书。
北京六四镇压之后，开远市有人在市区张贴标语和大小字报，声援北京。保山、曲靖等地的學生、民眾也有上街。據一名美國學生的記述，麗江也發生了較大規模的抗議，而其認識的雲南人亦指雲南“和北京人一樣熱愛自由”，“麗江人對全國性的學生運動以及結束這場運動的屠殺都瞭如指掌”、“ 都是李鵬的錯”。該名美國學生也表示在雲南的火車上乘客不斷尋找機會與其交談討論北京的情況，並且也有雲南官員對其私下表示對民運的同情，並慶祝方勵之得到美國的庇護。
6月4日，云南工学院、民族学院、艺术学院六百余名学生打着“悲愤”的横幅上街游行。“云南高校学生爱国运动委员会”开会，声称“政府已举起屠刀”，提出应立即动员学生从次日开始无限期罢课。
6月5日，昆明工学院、云南大学等校继续有逾6千名学生上街游行，呼喊“反对血腥镇压”、“打倒法西斯”、“以死还血”、“绞死李鹏”、“民主党派起来吧，这也是你们的希望”等口号。有人在东风广场不断攻击中共中央和解放军也有人在检阅台发表演讲,宣称“拖出来枪毙了也要(与政府)干到底”“公开打出旗号,散发传单,制造传播政治谣言,多次欺骗裹胁不明真相的市民组织非法游行,鼓动冲击党政机关”。
6月6日，昆明市一些大专院校逾5千名学生上街游行，在东风广场集会，“抗议政府派兵镇压北京学生”6月8日，昆明市一些高校学生“组委会”近日开会，声称当务之急是“唤醒民众，争取工人罢工、罢市，给政府以沉重压力。并提出下一步要到厂矿、企业、机关、部队、农村去演讲，鼓动掀起罢工浪潮，争取军队站到学生一边，共同反对政府，并把原军训点的部队和大型厂矿企业作为重点。6月9日，昆明市因群眾遊行及設置路障 ,交通中斷,全市瘫瘓。
6月10日，昆明高校“组委会”认为“继续闹下去不会有好结果”，加之相当一部分学生不满，宣布撤离东风广场。零时许，学生在撤离过程中，遭一伙自称是“市民声援团”的人围攻。他们指责学生怕死，让学生归还捐款，阻止学生离开广场。有一百多人尾随学生队伍到云大、师大、民院等学校，敲打校门，向校内投掷石块、汽水瓶，还有人叫嚣“绞死大学生”。由于学生不理睬，这些人于四时自行离去。公安指昆明市民团（昆明市市民民主爱国组委会）“大肆散布政治谣言,诽谤中国共产党和人民政府”,并“策划设置路障,中断城市交通,使全市陷于瘫痪”。“煽动不明真相的人,阴谋寻找借口,进行打、砸、抢、烧犯罪活动”“制造借口围攻谩骂执勤交通民警,非法拦查过往车辆,企图烧毁警车、军车,策划在昆明市区主要街口设置路障,断绝交通,妄图使全市瘫痪,制造更大的动乱”。

## 後續
北京镇压后，由于学生发动空校运动，昭通师范专科学校等学校通过邀请学生家长到校开座谈会、或在鲁甸、永善等县政府组织回乡大学生及其家长座谈会的方式应对。
雲南当局亦开始進入清算時期。6月11日凌晨，昆明市政府发布第一號、第二號通告取缔“云南爱国学生民主运动组委会”、「昆明市市民民主愛國組委會」(又稱「市民團”)以及大專院校部分學生成立的各類民運組織，限令“市民团”领袖在3天内向公安机关登记“坦白交待罪行”，学生“组委会”领袖到所在学校登记“说清问题,停止非法活动”。昆明市公安和武警采取行动拘留了昆明市民团15名人员，指其“有的是公安机关通缉在案的杀人犯,有的曾犯有盗窃、流氓及其他罪行被判刑劳改或劳教过,有的平时就有过各种违法犯罪行为,有的则是“四人帮”残余分子”，例如嵩明县农民张春能、六盘水市白道贤等。
6月13日，昆明公安拘捕多次進行反共宣传活動的楊宏、吳海針、王存三人。14日,昆明市公安在楚雄抓獲「雲南省高校愛國運動組委會」編印的「消息報」、「先鋒導報」主編湯世杰。6月16日，昆明市公安拘捕昆明市市民民主爱国组委会主席李洪斌。
6月底到7月初，云南省中级人民法院暨部分基层人民法院院长会议在昆明召开，要求“统一思想、认清形势,依法严厉打击反革命分子和严重刑事犯罪分子的破坏活动”和“加强廉政建设,保证执法清廉”。云南省公安也有81个集体、1672名公安保卫干警、武警官兵因为执行应对“非法游行示威、冲击党政机关事件”而受到记功,嘉奖。云南警官学院也因为成为少数“师生员工没有一人参与动乱”，并且出动学生担负安全保卫工作而被评为“云南省精神文明先进单位”。
曾參與遊行示威的部分人士，亦被雲南當局進行相應的處置。如《中國青年報》駐雲南記者站站長，作家、畫家艾鴿在六四後，在昆明撰寫、印發《就64大屠殺告全中國全世界人民書》，被以“反革命宣傳煽動罪”判刑2年半。雲南教育學院講師吳海針、昆明市民聲援團負責人孟洋、成員張忠良、康少宏、何叔等，均被以“反革命宣傳煽動罪”判刑2到4年不等。官方指吴海针积极参加“云南爱国学生民主运动组委会”任“演讲员”,“多次在东风广场及重机厂,颠倒、歪曲和捏造事实”,进行演讲,攻击中国政府为“伪政府”、“反动政府”。吴海针亦在东风广场播放其录制的“美国之音”片段，并在东风广场、重机厂、武警中队,散发“讨某某檄文”、“告中国人民解放军全体官兵书”和“先锋导报”等反政府传单。孟洋曾在看守所因“不堪虐待淩辱”而撞金屬水龍頭自殺不遂，造成大腦損傷。
幫助雲南師範大學學生出版《星火》週刊的湯軍，則被以“反革命宣傳煽動罪”判刑3年。張忠良判刑的證據是，他在遊行時喊了“反動口號”“打倒法西斯”。雲南金龍飯店財務總監王存因組織聲援遊行，被判刑4年。昆明市公安局与泸西县公安局指其配合破获了一起向“有关单位投寄恶毒攻击党和政府,煽动、支持动乱的反革命信件案”。彝良县公安局抓获“一名冒充首都戒严部队战士,在大庭广众之下进行反革命造谣煽动的四川流窜犯”。
雲南大學學生劉某某等人因逃亡中緬邊境被捕，下落不明；個體戶楊林輝因參與遊行被吊銷營業執照，生活陷入困境。文化界與學術界亦受波及，雲南社會科學研究院的「改革研究組」及昆明師範大學的「文評組」被解散，多家小報被封閉。緬甸籍華人梁超天，原為“中國民聯”緬北分佈負責人，六四後試圖策反邊防軍官接應逃亡學生，被當局誘捕，判刑20年。石清、喻安民在昆明參與民運後，在六四之後試圖秘密結社，在1989年9月被捕，石清以“組織反革命集團罪”判刑8年，喻安民判刑4年。石清獲釋後移居加拿大，並曾當選地方議員。
在駐雲南部隊中，少數同情示威的軍官士兵亦被軍事當局處置。一名驻雲南部队坦克团的播音员齐金贵通過部队播音室工作聽到外界对北京清場的报道，“处于义愤”以“中国人民解放军普通一兵”的名义，书写了十多封抗议信，寄给各级政府机关。齐被军事法庭判处了两年监禁，后被关在云南省第二监狱,並說“我也是军人，如果派我去执行戒严，我死也不会对着自己的兄弟姐妹开枪”。另据一位军官說法，北京學生领袖柴玲在逃亡期間曾到駐云南11军的一位同情学生的副军长家中躲避，事后由于香港方面走漏了“感谢云南军方”的风声，这位副军长被捕。開遠軍分區醫院醫生錢義祥試圖組建“中國軍人平反六四委員會”，並在1990年被捕，被軍事法庭以“組織反革命集團罪”判無期徒刑。
在北京5月实行戒严后，成都军区驻雲南部队文职官员汪卫军，与14军的一名师级高官对此持反对意见，並計劃从蒙自发兵“讨邓拥宪”，学习蔡鍔在護國戰爭時期的“拥宪讨袁”，做新时代的“小蔡鍔”。 他们认为蒙自地處雲南中部,可進（佔領省會昆明）可退（後方與緬甸、老撾、越南接壤，亦可与「金三角」國民黨殘餘部隊联系）。他们计划“通電全國擁憲討鄧後,不發兵,只自衛,靠正義感爭取同盟軍,以支持黨內改革派及學潮和民運”。
汪卫军計劃到北京和昆明东风广场“观察形势，如果形势有利，立刻回电”。5月下旬，汪先后到北京和昆明觀察示威後，認為“见民心几乎一边倒”，於是到昆明邮电局给另一位师长发电报，謂“大局已定,改革派必勝,請速兵諫擁憲討鄧”。汪的电报被邮电员卡住，「想看看形勢再説」。六四事件之后，该电报员害怕清算，把电文交给了上级。汪卫军被被成都軍區军事法庭以「策動軍隊叛亂罪」判處十三年監禁，后被关在云南省第二监狱。而该師長否認與汪衛軍商談過「擁憲討鄧」,只承認「曾經見過面」，亦被「撤職查辦」、“革職監禁至今”。对于此案，鄧小平认为「他們要討伐的不是我,是整個中國共產黨」江澤民擔任總書記後,也親自前往雲南調查此事。
此後部分民运人士在云南各地仍有活动。云南公安指1989年“反革命案件”的破案率为83%。六四之后，文山、红河、玉溪等地公安机关的政治保卫部门先后破获了一批政治性的“贩卖枪支的案件”,收缴“各种军用枪支48支、子弹737发,自制手枪支及批制枪模具、配件等”。中共云南省委也决定，给予在“反境外敌对势力和敌对组织渗透破坏斗争中,作出突出贡献的公安厅,德宏州公安处,陇川县公安局3级政保部门表彰奖励”。公安局也指在从5月下旬起，云南14个地、州、市的47个县 (市)捡获从台湾方面进行政治“心战”的空飘传单等24.1万余份，以及“少量收音机、计算器、衣服、 食品等物资”。
昆明市公安局指在11月23日，在圓通山腳岩洞內破獲名為「振昆學運分隊」的民運組織，逮捕成員韓員及藏族人達布龍罕，查獲打字機、印刷機及大量傳單與大字報。11月初，昆明市正義路及火車站附近继续流傳《告全國人民書》等宣传品、批评“官倒”，號召推翻共产党。此后昆明继续發現「青年救國軍縱隊滇川指揮部」、「學聯會」等名义的组织，以及呼吁效法羅馬尼亞革命，學習蘇聯戈爾巴喬夫改革的宣传品，令公安隨後加強監控。
隴川中學學生張志良等三人於北京参与民運後，返回雲南成立「雲南青年民主團結黨」，推廣“多黨制理念”。三人於同年12月4日被逮捕。11月，玉溪市一小型水力發電站發生爆炸，現場發現要進行民主政治改革的傳單。经玉溪市國安局調查後，逮捕嫌犯民运人士高兆庭。此外，1990年1月一列載磷礦砂的火車在安寧縣遭人炸毀，亦被公安局認為是民運人士所為，並展開調查。
八九民运期间，云南赵忠祥、杨韬等人策划成立“中华醒狮救国会”，制定了纲领,提出要与台湾联系合作推翻中华人民共和国。中国官方指其在六四之后“偷越国境”,投靠云南境外的“台湾国民党特务机关”,并在之后尝试潜回西双版纳活动，被公安机关查获,并缴获“中华醒狮救国会”纲领、图章等证据。六四事件后，临沧县公安局亦指在楚雄市查获台湾驻缅甸特务机关派遣潜入临沧、楚雄、昆明等地搜集动乱情报的1名特务分子。
1990年2月13日，潞西縣公安在江東區逮捕「六四民運衝鋒隊」等7名成員，組織共24人，多為高中畢業生，宣傳東歐剧变及蘇聯政治改革。此外在潞西县、曲靖市均破获部分民运组织，藏有枪械、爆炸品与宣传品。另外，盈江、耿馬、滄源及景洪等地，也都先后发现如“西南軍區民主同盟”等名义的标语或宣传画，如批评邓小平、李鹏，呼吁「中國需多黨制」、「民主自由一定勝利，專制一定失敗」，號召“為六四受害者復仇”等。中国公安也对相关人士进行侦查抓捕。

## 另見
- 六四事件
- 1989年中華人民共和國抗議地區列表